# Heradion
Heradion là một chi nhện trong họ Zodariidae.

## Các loài
Các loài trong chi này gồm:
- Heradion damrongi Dankittipakul & Jocqué, 2004
- Heradion flammeum (Ono, 2004)
- Heradion intermedium Chami-Kranon & Ono, 2007
- Heradion luctator Dankittipakul & Jocqué, 2004
- Heradion momoinum (Ono, 2004)
- Heradion naiadis Dankittipakul & Jocqué, 2004 *
- Heradion paradiseum (Ono, 2004)
- Heradion pernix Dankittipakul & Jocqué, 2004
- Heradion peteri Dankittipakul & Jocqué, 2004